# Prophétie de saint Valery

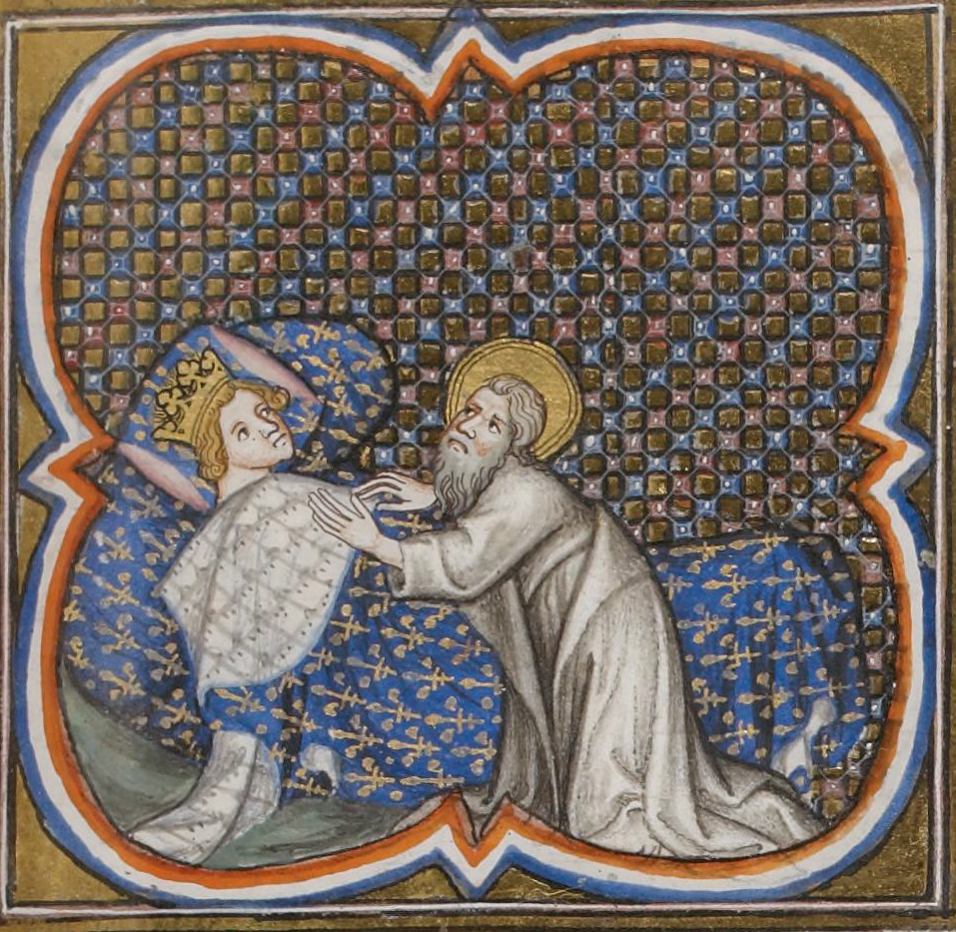
Saint Valery apparaissant à Hugues Capet (Grandes Chroniques de France, XIVe siècle), Paris, Bibliothèque nationale de France.

La prophétie de saint Valery est une prophétie relative à la perpétuation de la dynastie capétienne à la tête du royaume des Francs.

## Origine
Il s’agit sans doute d’une réponse à l’affirmation formulée à Sens au début du XIe siècle d’après laquelle les Capétiens étaient des usurpateurs, qui elle-même est probablement liée à la compétition entre les archevêques de Sens et de Reims qui revendiquaient tous les deux la prérogative de sacrer le roi.
Deux auteurs originaires des monastères de Saint-Valery et de Saint-Riquier, dans la Somme, affirment peu après que saint Valery est apparu à Hugues Capet pour lui promettre que ses successeurs régneraient sur le royaume des Francs « jusqu’à la septième génération, ».
Depuis l’Antiquité, devins et prophètes se sont souvent intéressés dans leur prédiction aux changements dynastiques : un exemple contemporain de la prophétie de saint Valery  est la prophétie d’Hugues, évêque de Lincoln, à propos des fils d’Henri II.

## Interprétation
Cette prophétie, délibérément ambiguë comme la plupart des prophéties, peut s’interpréter soit symboliquement, soit littéralement.
Le chiffre sept représente pour certains auteurs l’éternité. Cependant, pris littéralement, il peut impliquer un changement de dynastie à partir du successeur de Philippe Auguste. Les premiers Capétiens pouvaient ignorer cette prophétie car elle pouvait paraître lointaine. Mais à partir du règne de Philippe Auguste, elle a pu paraître inquiétante. De là vient sans doute qu’Étienne de Gallardon ait copié un résumé de cette prophétie dans le registre E en 1220, tout en annulant sa portée littérale, puisqu’il assigne l’apparition du saint au père d’Hugues Capet, Hugues le Grand, ce qui implique que la date était déjà dépassée sans que rien soit produit.

## Lereditus regni ad stirpem Karoli Magni
Depuis la mort des fils de Charles de Basse-Lotharingie, il n’y avait plus de carolingiens, hormis les descendants du fils aîné mais illégitime de Charlemagne : les Herbertiens, qui perpétuèrent la lignée carolingienne jusqu’au XIIe siècle par les comtes de Vermandois, et d’après Christian Settipani jusqu’au début du XIVe siècle par les seigneurs de Mellier, Neufchâteau et Falkenstein,.
Les apologistes des Carolingiens affirmaient que le pape Étienne II avait prononcé un anathème, lorsqu’il avait oint Pépin le Bref en 754, contre tout successeur qui ne serait pas de son sang. Un moyen simple pour les Capétiens de répondre à cet anathème était de rappeler, que comme la plupart des familles baronniales de France du XIIe siècle, ils avaient du sang carolingien en ligne féminine : en dehors d’Anne de Kiev, épouse d’Henri Ier, toutes les épouses des rois capétiens descendaient de Charlemagne, et Hugues Capet en était lui-même issu, son grand-père le roi Robert Ier ayant épousé une Herbertienne, Béatrice de Vermandois. 
Cependant, certains auteurs ont considéré que la prophétie de saint Valery s’était bien réalisée par le retour la dynastie carolingienne sur le trône des Francs. En effet, l’épouse de Philippe Auguste, Isabelle de Hainaut descendait non seulement de Charlemagne mais aussi, et contrairement aux autres reines capétiennes, du compétiteur malheureux d’Hugues Capet, le duc Charles de Basse-Lotharingie, fils du roi Louis IV d'Outremer et frère du roi Lothaire. Elle était d’ailleurs issue de ce prince par ses deux parents. 
Ce double rattachement au dernier prétendant carolingien permit donc à Gilles de Paris de mettre en avant le thème du retour de la royauté à la dynastie carolingienne avec le fils de Philippe Auguste, Louis VIII de France,. 
De même, André de Marchiennes, clerc du monastère de Marchiennes, écrivit une histoire des rois français et de leur succession dans laquelle il retrace l’ascendance carolingienne et de Louis et affirme que les Carolingiens sont revenus sur le trône en la personne de Louis VIII. 
Cette idée du reditus regni ad stirpem Karoli Magni a été étudiée par Karl Ferdinand Werner. Dans les cercles royaux, on était assez convaincu  par la légitimité capétienne pour ne pas porter une grande attention à ce thème. Quoi qu’il en soit, Louis VIII fut le premier roi capétien à ne pas avoir été sacré du vivant de son père, ce qui témoigne d’un renforcement de la légitimité dynastique.